# International Women's Open 1980
L'International Women's Open 1980 è stato un torneo di tennis giocato sull'erba. È stata la 6ª edizione del torneo di Eastbourne, che fa parte del WTA Tour 1980. Si è giocato a Eastbourne in Inghilterra, dal 16 al 21 giugno 1980.

## Campionesse

### Singolare
Tracy Austin ha battuto in finale  Wendy Turnbull con il punteggio di 7–6(3), 6–2

### Doppio
Kathy Jordan /  Anne Smith hanno battuto in finale  Pam Shriver /  Betty Stöve con il punteggio di 6–4, 6–1